# Pasa la vida
Pasa la vida fue un programa español de televisión emitido en La 1 entre 1991 y 1996, presentado y dirigido por la periodista María Teresa Campos.

## Formato
El programa, continuador de Ésta es su casa, también presentado por María Teresa Campos en la temporada anterior, responde a la fórmula de magacín, en el que se suceden entrevistas, concursos, tertulias, reportajes de actualidad, cocina, moda, salud, actuaciones musicales y crónica social.
Entre las secciones habituales, se incluían:
- Apueste por una, debate sobre un tema de actualidad entre la directora del programa y Cuca García de Vinuesa.
- Dos en la mecedora: Tertulia de crónica social, con Carmen Rigalt y Rosa Villacastín.
- Toda una vida: Entrevista a un personaje popular, en el que se hace repaso a su trayectoria profesional.
- A mejorarse: Mini-espacio dedicado a la salud.
- Guisemos juntos: Consejos de cocina.
- La familia: Sketch humorístico, en el que Campos y Paco Valladares interpretan a un matrimonio que convive con su hija, a la que da vida Terelu Campos.
- Qué llevará su carro: Concurso.
- Salto a la fama: Espacio destinado al descubrimiento de jóvenes talentos.
- Pasa por la pasarela: Moda.
- En la Picota: Tertulia de crónica social, con Karmele Marchante, Carmen Rigalt, José María Comesaña, Basilio Rogado, Josemi R. Sieiro.
- El retablo: Crónica social, con Jesús Mariñas.

En sus dos primeras temporadas se emitió en horario vespertino, entre las 16:30 y las 17:30. Desde el 6 de septiembre de 1993 se emitió en horario matinal.

## Colaboradores
- Fernando Acaso (1994-1996)
- Patricia Ballestero
- Terelu Campos
- Alonso Caparrós
- José María Comesaña (1993-1996)
- Concha Galán (1993-1995)
- Paloma Gómez Borrero
- Chari Gómez Miranda
- Goyo González (1991-1993)
- Karmele Marchante (1993-1996)
- Javier de Montini (1994)
- José Manuel Parada
- Carmen Rigalt
- Josemi Rodríguez Sieiro (1993-1996)
- Blanca Aguete
- Paco Valladares
- Teresa Viejo (1991-1993)
- Maika Vergara (1991-1995)
- Rosa Villacastín
- Jesús Mariñas
- Miguel Ángel Almodóvar (1994-1995)
- Ketty Kaufmann
- Beatriz Cortázar
- Cuca García de Vinuesa